# Befolyásoló ügynök
A befolyásoló ügynök olyan, külföldi titkosszolgálat által megbízott személy, aki a társadalmi pozícióját titokban a megbízó ország érdekeiben kamatoztatja és annak utasításai szerint jár el. Az ilyen személy a hivatali vagy a társadalmi életben kialakított helyzetét, tekintélyét és a rendelkezésére álló eszközöket arra használja, hogy idegen hatalom érdekében hatást gyakoroljon a célország vagy intézmény politikájára, a közvéleményre, politikai események alakulására, társadalmi és politikai szervezetek, állami intézmények működésére.  Egyaránt lehet politikus, képviselő, államigazgatási vezető, újságíró, társadalmi szervezet jelentős személyisége, a kulturális élet elismert szereplője, nemzetiségi vagy vallási vezető. A befolyásoló ügynökök tevékenysége különösen fontos a külföldi titkosszolgálati aktív intézkedések végrehajtása során.
A befolyásoló ügynökök leleplezése gyakran jóval nehezebb a hírszerző ügynökökénél, mivel nehéz tárgyi bizonyítékot szerezni a külföldi hatalommal fenntartott kapcsolatukra. Szerepük gyakran nagyon fontos és hasznos lehet a megbízó ország számára, attól függően, hogy mennyire erős a hitelük saját társadalmi, politikai közegükben.
A külföldi hatalom szolgálatának három fő formája lehet: 
- szorosan ellenőrzött ügynök, akit a külföldi titkosszolgálat formálisan beszervezett és tevékenységét utasításokkal irányítja;
- úgynevezett „bizalmi kapcsolat”, aki ugyan tudatosan együttműködik a külföldi hatalommal, de formálisan nincs beszervezve és nem kap/fogad el konkrét utasításokat;
- az úgynevezett hasznos idióta, akiben egyáltalán nem tudatosul, hogy egy külföldi hatalom érdekében cselekszik.[7]

A befolyásoló ügynök kifejezést alkalmazhatják egész társadalmi szervezetekre is, amelyeket a szóban forgó külföldi hatalom a saját céljai érdekében hozott létre a célországban.
2014 májusában Magyarországon Kovács Bélát, a Jobbik politikusát, EP-képviselőjét vádolták meg Oroszország javára végzett kémtevékenységgel. Egyes szakértők szerint ebben az esetben is befolyásoló ügynöki tevékenységről lehet szó.

## Fordítás
- Ez a szócikk részben vagy egészben  az   Agent of influence  című angol Wikipédia-szócikk ezen változatának fordításán alapul.  Az eredeti cikk szerkesztőit annak laptörténete sorolja fel. Ez a jelzés csupán a megfogalmazás eredetét és a szerzői jogokat jelzi, nem szolgál a cikkben szereplő információk forrásmegjelöléseként.